# Norwegische Nordische Skimeisterschaft 1996

Norges Skiforbund

Die Norwegische Nordische Skimeisterschaft 1996 (norwegisch Norgesmesterskapet på ski 1996) fand vom 20. Januar bis 1. Februar 1996 in Stryn statt. Ausgetragen wurden sie von den drei lokalen Skivereinen aus Hardbagg, Veten und Markane und dem Norges Skiforbund, dem Norwegischen Skiverband. Ausgetragen wurden Meisterschaften im Skilanglauf, im Skispringen und in der Nordischen Kombination. Dabei fand das Springen von der Großschanze auf dem Kløvsteinbakken in Meldal statt. Im Skispringen und der Kombination fanden ausschließlich Wettbewerbe bei den Männern statt.

## Skilanglauf – Frauen

### 15 km Freistil
| Platz | Sportler           | Verein      | Zeit    |
| ----- | ------------------ | ----------- | ------- |
| 1     | Marit Mikkelsplass | Kjelsås IL  | 41:08,5 |
| 2     | Bente Martinsen    | Nittedal IL | +1.32,9 |
| 3     | Maj Helen Nymoen   | Os IL       | +2.17,3 |
| 4     | Cecilie Mjøen      | Nittedal IL | +2.36,5 |
| 5     | Line Selnes        | Byåsen IL   | +2.37,1 |
| 6     | Anita Olsen        | Gran IL     | +3.12,3 |

### 3 × 5 km Staffel
| Platz | Mannschaft                                                   | Zeit    |
| ----- | ------------------------------------------------------------ | ------- |
| 1     | Kjelsås ILTrude Dybendahl Nina Kemppel Marit Mikkelsplass    | 45:02,6 |
| 2     | Nittedal ILBente Martinsen Cecilie Mjøen Elin Bakk Anthonsen | +49,8   |
| 3     | Strindheim ILEva Kjerstadmo Kristin Tjelle Kari Uglem        | +1.48,0 |
| 4     | Byåsen ILLine Selnes Guri Knotten Lene Johansen              | +1.49,9 |
| 5     | Bærums Verk IFTrude Madsen Hilde Glomsås Ingebjørg Kåsen     | +3.06,3 |
| 6     | Soil-SkiÅshild Storevik Ingvild Johansen Jorid Degerstrøm    | +3.46,5 |

### 5 km Freistil
| Platz | Sportler           | Verein           | Zeit    |
| ----- | ------------------ | ---------------- | ------- |
| 1     | Anita Moen Guidon  | Trysilfjellet SK | 13.32,5 |
| 2     | Trude Dybendahl    | Kjelsås IL       | +5,6    |
| 3     | Marit Mikkelsplass | Kjelsås IL       | +16,3   |
| 4     | Bente Martinsen    | Nittedal IL      | +23,6   |
| 5     | Maj Helen Nymoen   | Os IL            | +26,3   |
| 6     | Cecilie Mjøen      | Nittedal IL      | +33,2   |

### 10 km Klassik Jagdstart
| Platz | Sportler           | Verein           | Zeit    |
| ----- | ------------------ | ---------------- | ------- |
| 1     | Anita Moen Guidon  | Trysilfjellet SK | 42.50,9 |
| 2     | Marit Mikkelsplass | Kjelsås IL       | +1,3    |
| 3     | Trude Dybendahl    | Kjelsås IL       | +12,4   |
| 4     | Bente Martinsen    | Nittedal IL      | +58,7   |
| 5     | Maj Helen Nymoen   | Os IL            | +1.18,7 |
| 6     | Anita Olsen        | Gran IL          | +1.38,7 |

### 30 km Klassik
| Platz | Sportler           | Verein           | Zeit      |
| ----- | ------------------ | ---------------- | --------- |
| 1     | Marit Mikkelsplass | Kjelsås IL       | 1:27:54,8 |
| 2     | Anita Moen Guidon  | Trysilfjellet SK | +2.45,0   |
| 3     | Bente Martinsen    | Nittedal IL      | +3.56,4   |
| 4     | Anita Olsen        | Gran IL          | +5.52,9   |
| 5     | Line Selnes        | Byåsen IL        | +6.14,0   |
| 6     | Astrid Ruud        | Kjelsås IL       | +7.17,0   |

## Skilanglauf – Männer

### 30 km Freistil
| Platz | Sportler         | Verein            | Zeit      |
| ----- | ---------------- | ----------------- | --------- |
| 1     | Thomas Alsgaard  | Eidsvold Værks SK | 1.12.05,0 |
| 2     | Remi Andersen    | Bækkelaget SK     | +1.13,7   |
| 3     | Øyvind Mobakken  | Nannestad SK      | +1.35,4   |
| 4     | Egil Kristiansen | Lillehammer SK    | +1.36,1   |
| 5     | Anders Eide      | Snåsa IL          | +1.42,4   |
| 6     | Tor-Arne Hetland | IL Varden         | +1.59,4   |

### 3 × 10 km Staffel
| Platz | Mannschaft                                                 | Zeit      |
| ----- | ---------------------------------------------------------- | --------- |
| 1     | Nannestad SKØyvind Mobakken Bjørn Dæhlie Terje Smevold     | 1.18.49,3 |
| 2     | BulkenGudmund Skjeldal Kristen Skjeldal Arnstein Aas       | +1.12,3   |
| 3     | Byåsen ILFrode Estil Ove Erik Tronvold Jan Jacob Verdenius | +1.34,2   |
| 4     | KirkenesKrister Sørgård Vegard Ulvang Nils A. Eliassen     | +2.23,5   |
| 5     | HenningTerje Langli Frode Lillefjell Frode Jermstad        | +2.31,8   |
| 6     | OsebergEspen Bjervig Anders Aukland Jørgen Aukland         | +3.05,2   |

### 10 km Freistil
| Platz | Sportler         | Verein               | Zeit    |
| ----- | ---------------- | -------------------- | ------- |
| 1     | Vegard Ulvang    | Kirkenes og Omegn SK | 22.53,7 |
| 2     | Egil Kristiansen | Lillehammer SK       | +27,2   |
| 3     | Anders Eide      | Snåsa IL             | +28,8   |
| 4     | Arnstein Aas     | Bulken IL            | +37,5   |
| 5     | Sture Sivertsen  | Leirådal IL          | +46,2   |
| 6     | Tor-Arne Hetland | IL Varden            | +46,6   |

### 15 km Klassik Jagdstart
| Platz | Sportler         | Verein               | Zeit |
| ----- | ---------------- | -------------------- | ---- |
| 1     | Vegard Ulvang    | Kirkenes og Omegn SK |      |
| 2     | Frode Estil      | Byåsen IL            |      |
| 3     | Sture Sivertsen  | Leirådal IL          |      |
| 4     | Erling Jevne     | Øyer-Tretten IF      |      |
| 5     | Anders Eide      | Snåsa IL             |      |
| 6     | Egil Kristiansen | Lillehammer SK       |      |

### 50 km Klassik
| Platz | Sportler                | Verein              | Zeit      |
| ----- | ----------------------- | ------------------- | --------- |
| 1     | Erling Jevne            | Øyer-Tretten IF     | 2:16:20,8 |
| 2     | Anders Aukland          | Oseberg Skilag      | +1.10,4   |
| 3     | Odd-Bjørn Hjelmeset     | Fjellhug/Vereide IL | +1.17,2   |
| 4     | Øystein Rønbeck         | Nordreisa IL        | +1.28,3   |
| 5     | Sture Sivertsen         | Leirådal IL         | +2.27,0   |
| 6     | Pål Gunnar Mikkelsplass | Bromma IL           | +2.38,6   |

## Skispringen

### Einzel Normalschanze
| Platz | Sportler           | Verein     | Punkte |
| ----- | ------------------ | ---------- | ------ |
| 1     | Kristian Brenden   | Tormod SK  | 254,5  |
| 2     | Arve Vorvik        | Byåsen IL  | 241,0  |
| 3     | Roar Ljøkelsøy     | Orkdal IL  | 232,5  |
| 4     | Hein Arne Mathisen | Elverum IL | 228,0  |
|       | Jarle Molland      | IL Bjørn   | 228,0  |
| 6     | Håvard Lie         | Byåsen IL  | 227,5  |

### Team Normalschanze
| Platz | Mannschaft                                                                   | Punkte |
| ----- | ---------------------------------------------------------------------------- | ------ |
| 1     | BuskerudClas Brede Bråthen Frode Håre Sturle Holseter Eirik Halvorsen        | 878,5  |
| 2     | Sør-TrøndelagArve Vorvik Bjørn Myrbakken Tommy Ingebrigtsen Roar Ljøkelsøy   | 823,0  |
| 3     | AkershusLasse Ottesen Svein Otto Solberg Marius J. Småriseth Øyvind Berg     | 818,0  |
| 4     | OpplandKjell Jonny Hagen Tom Sandvold Jostein Smeby Kristian Brenden         | 812,0  |
| 5     | OsloHenning Wold Peder Simonsen Kent Johanssen Espen Bredesen                | 811,5  |
| 6     | HedmarkHein-Arne Mathiesen Helge Brendryen Ole Martin Frydendal Terje Opheim | 800,0  |

### Einzel Großschanze
| Platz | Sportler          | Verein      | Punkte |
| ----- | ----------------- | ----------- | ------ |
| 1     | Espen Bredesen    | Oppsal IF   | 255,3  |
| 2     | Stein Henrik Tuff | Selsbakk IF | 251,1  |
| 3     | Eirik Halvorsen   | Konnerud IL | 250,8  |

## Nordische Kombination

### Gundersen Normalschanze
| Platz | Sportler            | Verein                | Zeit    |
| ----- | ------------------- | --------------------- | ------- |
| 1     | Bjarte Engen Vik    | Bardufoss og Omegn IF | 40.02,4 |
| 2     | Halldor Skard       | IL Heming             | +1.13,2 |
| 3     | Trond Einar Elden   | Namdalseid IL         | +1.43,5 |
| 4     | Knut Tore Apeland   | IL Rein               | +1.43,5 |
|       | Fred Børre Lundberg | Bardu IL              | +2.02,2 |
| 6     | Glenn Skram         | Bærums SK             | +3.19,7 |

### Team Normalschanze
| Platz | Mannschaft                                                    | Zeit    |
| ----- | ------------------------------------------------------------- | ------- |
| 1     | TromsBjarte Engen Vik Amund Johnsen Fred Børre Lundberg       | 40.49,4 |
| 2     | Nord-TrøndelagBård Jørgen Elden Frode Elden Trond Einar Elden | +50,2   |
| 3     | OsloKnut Borge Andersen Kristoff Erichsen Halldor Skard       | +50,9   |
| 4     | AkershusGlenn Skram Bjørn Kristian Finstad Jo Morten Hagen    | +1.48,0 |
| 5     | TelemarkJan Rune Grave Preben Brynemo Knut Tore Apeland       | +2.39,9 |
| 6     | OpplandEgil Sveen Jermund Lunder Sverre Rotevatn              | +3.57,9 |